# Circuit Het Volk 2003
La 58e édition du Circuit Het Volk a eu lieu le 1er mars 2003, entre Gent et Lokeren. Elle a été remportée par le Belge Peter Van Petegem (Lotto-Adecco) devant le Danois Frank Høj (Team Coast) et son compatriote Michel Vanhaecke (Landbouwkrediet-Colnago).
La course est disputée sur un parcours de 200 kilomètres.

## Présentation

### Parcours
La course donne le coup d'envoi de la saison des classiques flandriennes sur un parcours de 200 kilomètres dans la province de Flandre Orientale. Elle commence dans la ville de Gand et se termine dans la municipalité de Lokeren, comme les années précédentes.
Au total, neuf monts, dont certains sont pavés, sont au programme de l'épreuve :
| Mont | Nom             | Km  | Revêtement       | Longueur (m) | Pente moyenne | Pente maxi | Km de l'arrivée |
| ---- | --------------- | --- | ---------------- | ------------ | ------------- | ---------- | --------------- |
| 1    | Kluisberg       | 37  | asphalte         | 1 100m       | 6 %           | 11 %       | 163             |
| 2    | Côte de Trieu   | 44  | asphalte         | 1 100 m      | 8 %           | 13 %       | 156             |
| 3    | Vieux Quaremont | 51  | asphalte / pavés | 2 200 m      | 4,2 %         | 11 %       | 149             |
| 4    | Muziekberg      | 59  | asphalte         | 400          | 4 %           | 14 %       | 141             |
| 5    | Mur de Grammont | 84  | pavés            | 1 139        | 9,2 %         | 19,8 %     | 116             |
| 6    | Valkenberg      | 102 | asphalte         | 540          | 8,1 %         | 12,8 %     | 98              |
| 7    | Eikenberg       | 113 | pavés            | 1 200        | 5,78 %        | 9,9 %      | 87              |
| 8    | Leberg          | 124 | asphalte         | 950          | 4,2 %         | 13,8 %     | 76              |
| 9    | Berendries      | 129 | asphalte         | 900          | 5 %           | 14 %       | 71              |
| 10   | Molenberg       | 139 | pavés            | 463          | 7 %           | 14,2 %     | 61              |

### Équipes
On retrouve un total de 25 équipes au départ, 21 faisant partie des GSI, la première division mondiale, et les quatre dernières des GSII, la seconde division mondiale.
| Groupes sportifs I (21)- Lotto-Domo - Quick Step-Davitamon - Landbouwkrediet-Colnago - Palmans-Collstrop - Telekom - Team Coast - Gerolsteiner - Cofidis-Le Crédit par Téléphone - Fdjeux.com - Jean Delatour - Crédit agricole - AG2R Prévoyance - Rabobank - US Postal Service-Berry Floor - CSC - Fakta - Fassa Bortolo - Alessio - Saeco-Longoni Sport - Lampre - Vini Caldirola-Saunier Duval Groupes sportifs II (4)- Vlaanderen-T-Interim - Marlux-Wincor Nixdorf - Flanders-iTeamNova - Bankgiroloterij |
| |

## Classements

### Classement de la course
| \| Classement général \| Classement général \| Classement général \| Classement général \| Classement général \| \| Coureur \| Coureur \| Pays \| Équipe \| Temps \| \| ------------------ \| ------------------- \| ------------------ \| ------------------------------- \| ------------------ \| \| 1er \| Johan Museeuw \| Belgique \| Quick Step-Davitamon \| 5 h 01 min 15 s \| \| 2e \| Max van Heeswijk \| Pays-Bas \| US Postal Service-Berry Floor \| + 14 s \| \| 3e \| Paolo Bettini \| Italie \| Quick Step-Davitamon \| + 14 s \| \| 4e \| Frank Vandenbroucke \| Belgique \| Quick Step-Davitamon \| + 1 min 33 s \| \| 5e \| Tom Boonen \| Belgique \| Quick Step-Davitamon \| + 1 min 33 s \| \| 6e \| Filippo Pozzato \| Italie \| Fassa Bortolo \| + 2 min 36 s \| \| 7e \| Peter Farazijn \| Belgique \| Cofidis-Le Crédit par Téléphone \| + 2 min 36 s \| \| 8e \| Romāns Vainšteins \| Lettonie \| Vini Caldirola-Saunier Duval \| + 3 min 32 s \| \| 9e \| Gabriele Balducci \| Italie \| Vini Caldirola-Saunier Duval \| + 3 min 32 s \| \| 10e \| Robbie McEwen \| Australie \| Lotto-Domo \| + 3 min 32 s \| \| 11e \| Kim Kirchen \| Luxembourg \| Fassa Bortolo \| + 3 min 32 s \| \| 12e \| Jaan Kirsipuu \| Estonie \| AG2R Prévoyance \| + 3 min 32 s \| \| 13e \| Remco van der Ven \| Pays-Bas \| Bankgiroloterij \| + 3 min 32 s \| \| 14e \| Gianluca Bortolami \| Italie \| Vini Caldirola-Saunier Duval \| + 3 min 32 s \| \| 15e \| René Haselbacher \| Autriche \| Gerolsteiner \| + 3 min 32 s \| \| 16e \| Peter Van Petegem \| Belgique \| Lotto-Domo \| + 3 min 32 s \| \| 17e \| Sébastien Hinault \| France \| Crédit Agricole \| + 3 min 32 s \| \| 18e \| Bernhard Eisel \| Autriche \| Fdjeux.com \| + 3 min 32 s \| \| 19e \| Andrea Ferrigato \| Italie \| Alessio \| + 3 min 32 s \| \| 20e \| Fabio Sacchi \| Italie \| Saeco-Longoni Sport \| + 3 min 32 s \| |                     |            |                                 |                 |
| |                     |            |                                 |                 |
| |                     |            |                                 |                 |
| Classement général |                     |            |                                 |                 |
| Coureur | Coureur             | Pays       | Équipe                          | Temps           |
| 1er | Johan Museeuw       | Belgique   | Quick Step-Davitamon            | 5 h 01 min 15 s |
| 2e | Max van Heeswijk    | Pays-Bas   | US Postal Service-Berry Floor   | + 14 s          |
| 3e | Paolo Bettini       | Italie     | Quick Step-Davitamon            | + 14 s          |
| 4e | Frank Vandenbroucke | Belgique   | Quick Step-Davitamon            | + 1 min 33 s    |
| 5e | Tom Boonen          | Belgique   | Quick Step-Davitamon            | + 1 min 33 s    |
| 6e | Filippo Pozzato     | Italie     | Fassa Bortolo                   | + 2 min 36 s    |
| 7e | Peter Farazijn      | Belgique   | Cofidis-Le Crédit par Téléphone | + 2 min 36 s    |
| 8e | Romāns Vainšteins   | Lettonie   | Vini Caldirola-Saunier Duval    | + 3 min 32 s    |
| 9e | Gabriele Balducci   | Italie     | Vini Caldirola-Saunier Duval    | + 3 min 32 s    |
| 10e | Robbie McEwen       | Australie  | Lotto-Domo                      | + 3 min 32 s    |
| 11e | Kim Kirchen         | Luxembourg | Fassa Bortolo                   | + 3 min 32 s    |
| 12e | Jaan Kirsipuu       | Estonie    | AG2R Prévoyance                 | + 3 min 32 s    |
| 13e | Remco van der Ven   | Pays-Bas   | Bankgiroloterij                 | + 3 min 32 s    |
| 14e | Gianluca Bortolami  | Italie     | Vini Caldirola-Saunier Duval    | + 3 min 32 s    |
| 15e | René Haselbacher    | Autriche   | Gerolsteiner                    | + 3 min 32 s    |
| 16e | Peter Van Petegem   | Belgique   | Lotto-Domo                      | + 3 min 32 s    |
| 17e | Sébastien Hinault   | France     | Crédit Agricole                 | + 3 min 32 s    |
| 18e | Bernhard Eisel      | Autriche   | Fdjeux.com                      | + 3 min 32 s    |
| 19e | Andrea Ferrigato    | Italie     | Alessio                         | + 3 min 32 s    |
| 20e | Fabio Sacchi        | Italie     | Saeco-Longoni Sport             | + 3 min 32 s    |